# Список млекопитающих Брунея
Это список видов млекопитающих, зарегистрированных в Брунее.
Следующие теги используются для выделения статуса сохранения каждого вида по оценке МСОП:
- — вымершие в дикой природе виды
- — исчезнувшие в дикой природе, представители которых сохранились только в неволе
- — виды на грани исчезновения (в критическом состоянии)
- — виды под угрозой исчезновения
- — уязвимые виды
- — виды, близкие к уязвимому положению
- — виды под наименьшей угрозой
- — виды, для оценки угрозы которым не хватает данных

Некоторые виды были оценены с использованием более ранних критериев. Виды, оцененные с использованием этой системы, имеют следующие категории вместо угрожаемых и наименее опасных:
| LR/cd | Lower risk/conservation dependent | Виды, которые были в центре внимания программ сохранения и, возможно, перешли в категорию более высокого риска, если эта программа была прекращена. |
| LR/nt | Lower risk/near threatened        | Виды, которые близки к тому, чтобы классифицироваться как уязвимые, но не являются объектом программ сохранения.                                    |
| LR/lc | Lower risk/least concern          | Виды, для которых не существует идентифицируемых рисков.                                                                                            |

## Подкласс:Звери

### Инфракласс:Eutheria

#### Отряд:Хоботные(слоны)
- Семейство: Слоновые (слоны)
  - Род: Индийские слоны

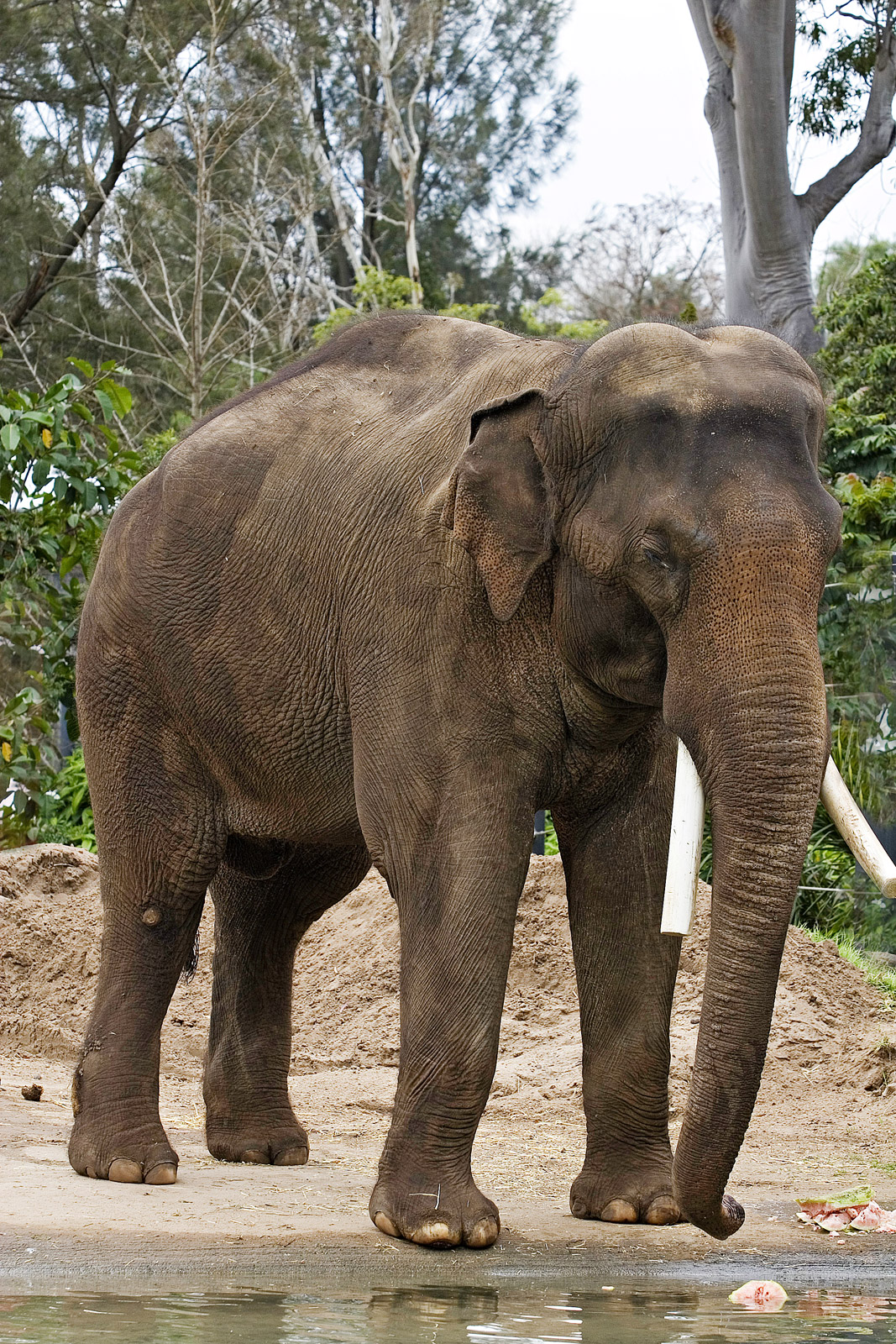
Азиатский слон

    - Азиатский слон, Elephas maximus EN

#### Отряд:Сирены(ламантины и дюгони)

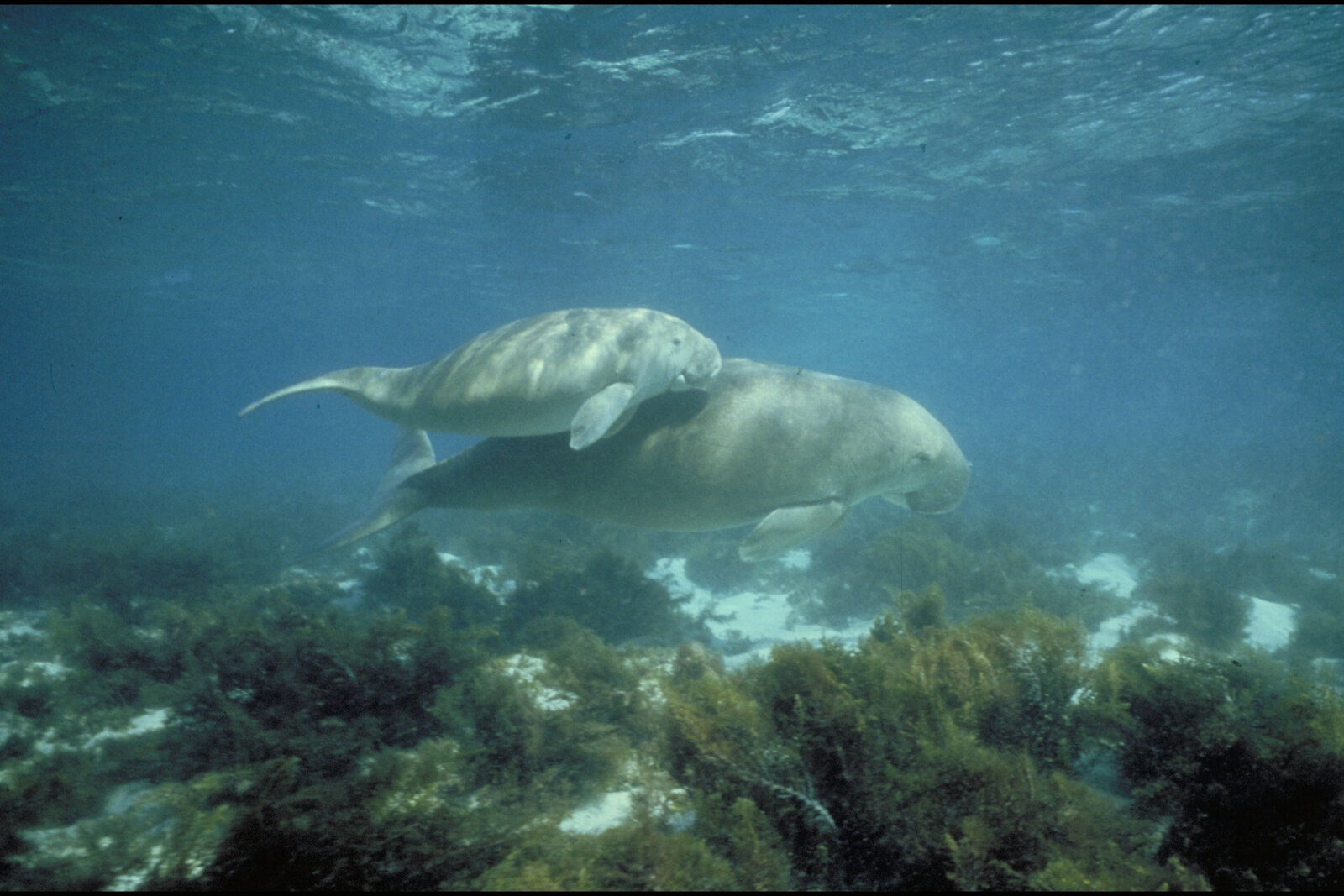
Дюгонь

- Семейство: Дюгоневые
  - Род: Дюгони
    - Дюгонь, Dugong dugon VU

#### Отряд:Тупайи(тупайи)
- Семейство: Тупайевые
  - Род: Тупайи
    - Tupaia longipes EN
    - Tupaia picta LR/lc
    - Большая тупайя, Tupaia tana LR/lc

#### Отряд:Шерстокрылы(кагуаны)

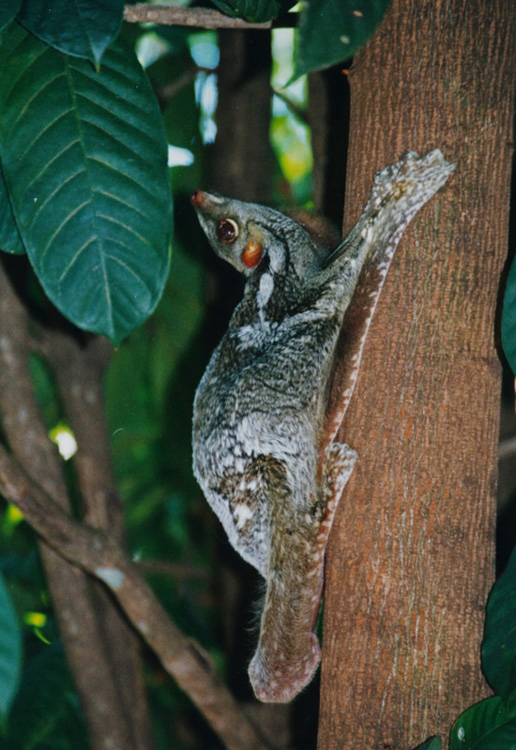
Малайский шерстокрыл

- Семейство: Шерстокрыловые (летающие лемуры)
  - Род: Малайские шерстокрылы
    - Малайский шерстокрыл, Galeopterus variegatus LR/lc

#### Отряд:Приматы
- Подотряд: Мокроносые приматы
  - Инфраотряд: Лемурообразные
    - Надсемейство: Lorisoidea
      - Семейство: Лориевые
        - Род: Толстые лори
          - Медленный лори, Nycticebus coucang LR/lc
- Подотряд: Сухоносые обезьяны
  - Инфраотряд: Долгопятообразные
    - Семейство: Долгопятовые (долгопяты)
      - Род: Cephalopachus
        - Западный долгопят, Cephalopachus bancanus LR/lc

  - Инфраотряд: Обезьянообразные
    - Парвотряд: Узконосые обезьяны
      - Надсемейство: Собакоголовые
        - Семейство: Мартышковые (Обезьяны Старого Света)
          - Род: Макаки
            - Макак-крабоед, Macaca fascicularis LR/nt
            - Свинохвостый макак, Macaca nemestrina VU

          - Подсемейство: Тонкотелые обезьяны
            - Род: Лангуры
              - Полосатый лангур, Presbytis femoralis LR/nt
              - Гололобый лангур, Presbytis frontata DD
              - Presbytis hosei, Presbytis hosei DD
              - Красный лангур, Presbytis rubicunda LR/lc

            - Род: Носачи
              - Носач, Nasalis larvatus EN

      - Надсемейство: Человекообразные обезьяны
        - Семейство: Гиббоновые (гиббоны)
          - Род: Гиббоны
            - Гиббон Мюллера, Hylobates muelleri LR/nt

        - Семейство: Гоминиды (высшие приматы)
          - Подсемейство: Понгины
            - Род: Орангутаны
              - Калимантанский орангутан, Pongo pygmaeus EN

#### Отряд:Грызуны(грызуны)
- Подотряд: Дикобразообразные
  - Семейство: Дикобразовые (Дикобразы Старого Света)
    - Род: Дикобразы
      - Жёсткоиглый дикобраз, Hystrix crassispinis LR/nt

    - Род: Длиннохвостые дикобразы
      - Длиннохвостый дикобраз, Trichys fasciculata LR/lc
- Подотряд: Белкообразные
  - Семейство: Беличьи (белки)
    - Подсемейство: Ratufinae
      - Род: Гигантские белки
        - Кремовая белка Ratufa affinis LR/lc

    - Подсемейство: Sciurinae
      - Триба: Pteromyini
        - Род: Чёрные летяги
          - Чёрная летяга, Aeromys tephromelas LR/lc

        - Род: Pteromyscus
          - Дымчатая летяга, Pteromyscus pulverulentus LR/nt

    - Подсемейство: Callosciurinae
      - Род: Крошечные белки
        - Крошечная белка, Exilisciurus exilis LR/lc

      - Род: Rhinosciurus
        - Длинноносая белка, Rhinosciurus laticaudatus LR/lc

      - Род: Зондские белки
        - Конехвостая белка, Sundasciurus hippurus LR/lc

#### Отряд:Ежеобразные(ежи и гимнуры)
- Семейство: Ежовые (ежи)
  - Подсемейство: Гимнуры
    - Род: Малые гимнуры
      - Малая гимнура, Hylomys suillus LR/lc

#### Отряд:Насекомоядные(землеройки, кроты и щелезубы)
- Семейство: Землеройковые (землеройки)
  - Подсемейство: Белозубочьи
    - Род: Белозубки
      - Южно-азиатская белозубка, Crocidura fuliginosa LR/lc

#### Отряд:Рукокрылые(летучие мыши)
- Семейство: Крылановые (летающие лисицы, летучие мыши Старого Света)
  - Подсемейство: Cynopterinae
    - Род: Карликовые крыланы
      - Карликовый крылан, Aethalops alecto LR/nt

    - Род: Balionycteris
      - Пятнистокрылый крылан, Balionycteris maculata LR/lc

    - Род: Dyacopterus
      - Бурый крылан, Dyacopterus spadiceus LR/nt

    - Род: Бесхвостые крыланы
      - Крылан Ветмора, Megaerops wetmorei LR/lc

  - Подсемейство: Pteropodinae
    - Род: Летучие лисицы
      - Гигантская летучая лисица, Pteropus vampyrus LR/lc

  - Подсемейство: Rousettinae
    - Род: Пещерные крыланы
      - Большой пещерный крылан, Eonycteris major LR/lc
- Семейство: Гладконосые летучие мыши
  - Подсемейство: Kerivoulinae
    - Род: Воронкоухие гладконосы
      - Яванский воронкоухий гладконос, Kerivoula papillosa LR/lc
      - Светлый воронкоухий гладконос, Kerivoula pellucida LR/lc
      - Украшенный гладконос, Kerivoula picta LR/lc
      - Гладконос Уайтхеда, Kerivoula whiteheadi LR/lc

  - Подсемейство: Vespertilioninae
    - Род: Толстопалые нетопыри
      - Толстопалый нетопырь, Glischropus tylopus LR/lc

    - Род: Ложные кожаны
      - Кожан Бланфорда, Hesperoptenus blanfordi LR/lc

    - Род: Кожановидные нетопыри
      - Hypsugo macrotis LR/nt

    - Род: Суматранские нетопыри
      - Philetor brachypterus LR/lc

    - Род: Нетопыри
      - Цейлонский нетопырь, Pipistrellus ceylonicus LR/lc
      - Малайская вечерница, Pipistrellus stenopterus LR/lc

  - Подсемейство: Murininae
    - Род: Трубконосы
      - Малайзийский трубконос, Murina suilla LR/lc
- Семейство: Футлярохвостые
  - Род: Афроазиатские мешкокрылы
    - Малый азиатский мешкокрыл, Emballonura alecto LR/lc
- Семейство: Подковоносые
  - Подсемейство: Rhinolophinae
    - Род: Подковоносы
      - Серый подковонос, Rhinolophus acuminatus LR/lc
      - Азиатский подковонос, Rhinolophus affinis LR/lc
      - Калимантанский подковонос, Rhinolophus borneensis LR/lc
      - Гигантский подковонос, Rhinolophus luctus LR/lc
      - Мохнатый подковонос, Rhinolophus sedulus LR/lc
      - Трёхлистный подковонос, Rhinolophus trifoliatus LR/lc

#### Отряд:Панголины(панголины)
- Семейство: Панголиновые
  - Род: Ящеры

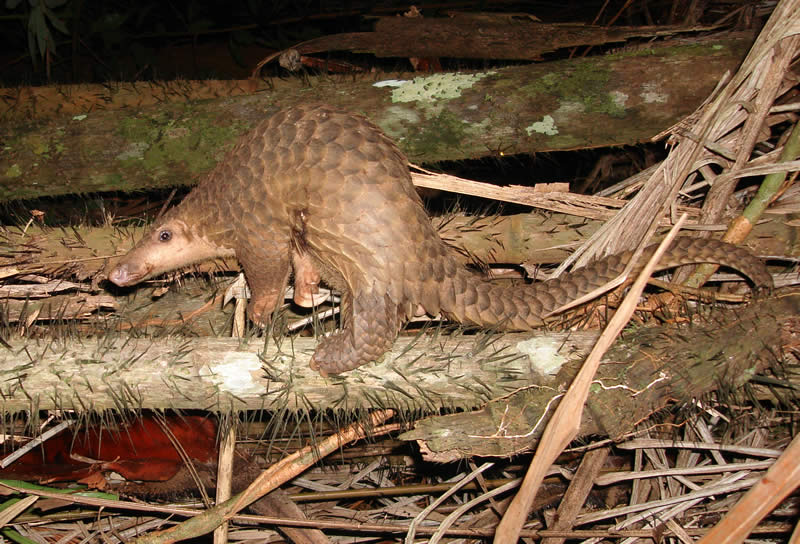
Яванский ящер

    - Яванский ящер, Manis javanica LR/nt

#### Отряд:Китообразные(киты)
- Подотряд:Усатые киты
  - Надсемейство: Balaenopteroidea
    - Семейство:Полосатиковые
      - Род:Полосатики
        - Малый полосатик, Balaenoptera acutorostrata LC
        - Южный полосатик, Balaenoptera bonaerensis DD
        - Сейвал, Balaenoptera borealis EN
        - Полосатик Брайда, Balaenoptera brydei DD
        - Balaenoptera omurai, Balaenoptera omurai DD
        - Синий кит, Balaenoptera musculus EN
        - Финвал, Balaenoptera physalus EN

      - Род:Горбатые киты
        - Горбатый кит Megaptera novaeangliae LC
- Подотряд: Зубатые киты
  - Надсемейство: Platanistoidea
    - Семейство: Морские свиньи
      - Род: Беспёрые морские свиньи
        - Беспёрая морская свинья, Neophocaena phocaenoides DD

    - Семейство: Дельфиновые (морские дельфины)
      - Род: Карликовые косатки
        - Карликовая косатка, Feresa attenuata DD

      - Род: Гринды
        - Короткоплавниковая гринда, Globicephala macrorhynchus DD

      - Род: Горбатые дельфины
        - Китайский дельфин, Sousa chinensis DD

      - Род: Афалины
        - Афалина, Tursiops truncatus LC
        - Индийская афалина, Tursiops aduncus DD

      - Род: Малайзийские дельфины
        - Малайзийский дельфин, Lagenodelphis hosei DD

      - Род: Серые дельфины
        - Серый дельфин, Grampus griseus DD

      - Род: Иравадийские дельфины
        - Иравадийский дельфин, Orcaella brevirostris DD

      - Род: Косатки
        - Косатка, Orcinus orca DD

      - Род:  Бесклювые дельфины
        - Широкомордый дельфин, Peponocephala electra DD

      - Род: Малые косатки
        - Малая косатка, Pseudorca crassidens DD

      - Род: Продельфины
        - Узкорылый продельфин, Stenella attenuata LC
        - Полосатый дельфин, Stenella coeruleoalba LC
        - Длиннорылый продельфин, Stenella longirostris DD

      - Род: Крупнозубые дельфины
        - Крупнозубый дельфин, Steno bredanensis LC

    - Семейство: Карликовые кашалоты
      - Род: Карликовые кашалоты
        - Карликовый кашалот, Kogia breviceps DD
        - Малый карликовый кашалот, Kogia sima DD

  - Надсемейство: Physeteroidea
    - Семейство: Кашалотовые (кашалоты)
      - Род: Кашалоты
        - Кашалот, Physeter macrocephalus VU

  - Надсемейство: Ziphioidea
    - Семейство: Клюворыловые (клюворылы)
      - Род: Австралийские ремнезубы
        - Австралийский ремнезуб, Indopacetus pacificus DD

      - Род: Ремнезубы
        - Тупорылый ремнезуб, Mesoplodon densirostris DD
        - Японский ремнезуб, Mesoplodon ginkgodens DD

      - Род: Клюворылы
        - Клюворыл, Ziphius cavirostris DD

#### Отряд:Хищные(хищники)
- Подотряд: Кошкообразные
  - Семейство: Кошачьи (кошки)
    - Подсемейство: Малые кошки
      - Род: Катопумы

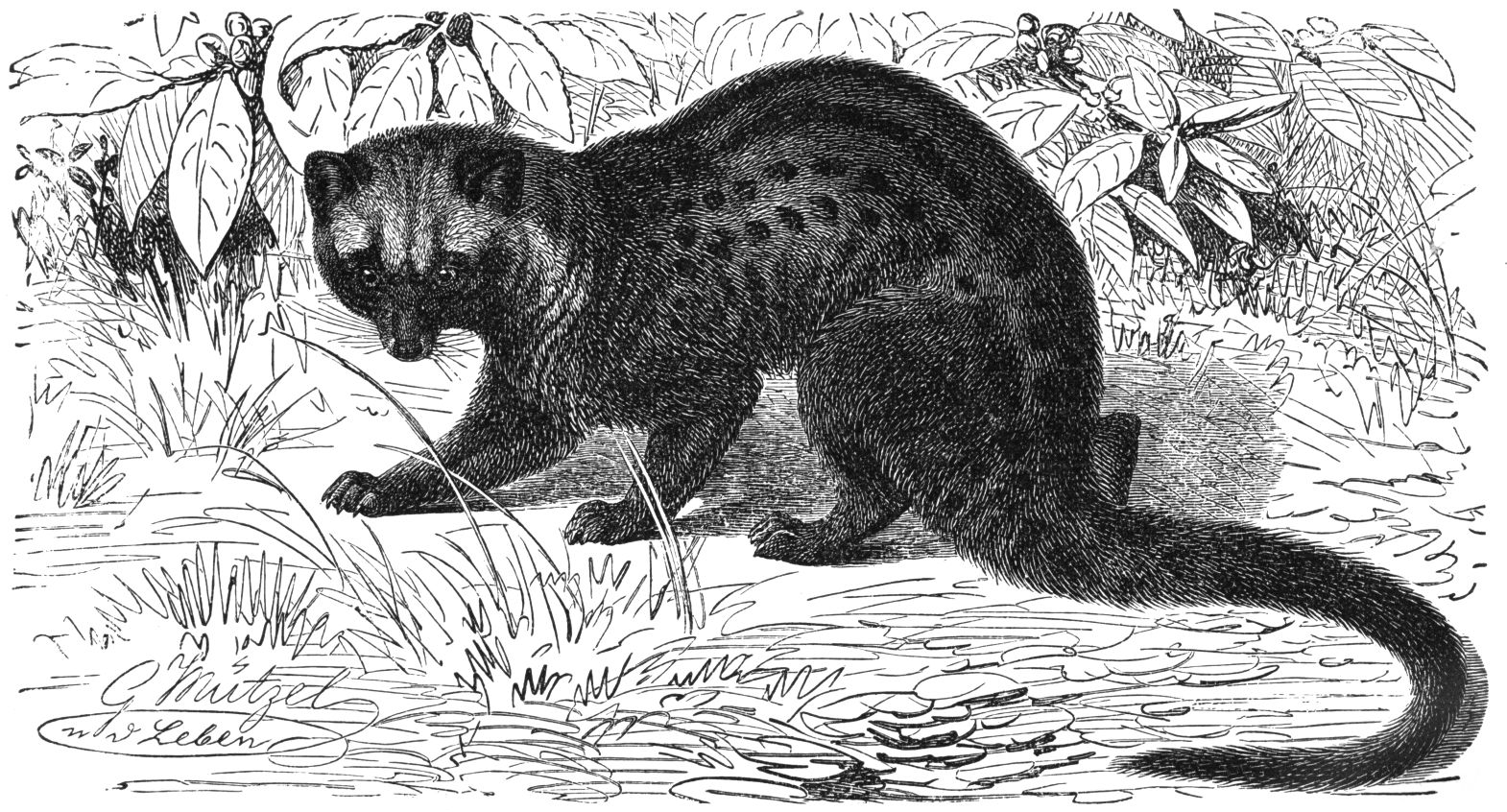
Мусанг

        - Калимантанская кошка, Catopuma badia EN

      - Род: Мраморные кошки
        - Мраморная кошка, Pardofelis marmorata VU

      - Род: Восточные кошки
        - Бенгальская кошка, Prionailurus bengalensis LC
        - Суматранская кошка, Prionailurus planiceps VU
        - Кошка-рыболов, Prionailurus viverrinus VU

    - Подсемейство: Большие кошки
      - Род: Дымчатые леопарды
        - Дымчатый леопард, Neofelis nebulosa VU

  - Семейство: Виверровые (циветты, мангусты и т. д.)
    - Подсемейство: Paradoxurinae
      - Род: Бинтуронги
        - Бинтуронг, Arctictis binturong LR/lc

      - Род: Трёхполосые циветы
        - Трёхполосая цивета, Arctogalidia trivirgata LR/lc

      - Род: Мусанги
        - Мусанг, Paradoxurus hermaphroditus LR/lc

    - Подсемейство: Hemigalinae
      - Род: Выдровые циветы
        - Выдровая цивета, Cynogale bennettii EN

      - Род: Полосатые циветы
        - Полосатая цивета, Hemigalus derbyanus LR/lc

    - Подсемейство: Viverrinae
      - Род: Циветты
        - Тангалунга, Viverra tangalunga LR/lc

  - Семейство: Prionodontidae
    -       - Род: Азиатские линзанги
        - Полосатый линзанг, Prionodon linsang LR/lc

  - Семейство: Мангустовые (мангусты)
    - Род: Мангусты
      - Воротничковый мангуст, Herpestes semitorquatus LR/lc
- Подотряд: Собакообразные
  - Семейство: Медвежьи (медведи)
    - Род: Малайские медведи
      - Малайский медведь, Helarctos malayanus DD

  - Семейство: Куньи (куньи)
    - Род: Ласки и хорьки
      - Голостопая ласка, Mustela nudipes LR/lc

    - Род: Куницы
      - Харза, Martes flavigula LR/lc

    - Род: Гладкошёрстные выдры
      - Гладкошёрстная выдра, Lutrogale perspicillata VU

    - Род: Бескоготные выдры
      - Восточная бескоготная выдра, Aonyx cinereus NT

  - Семейство: Скунсовые
    - Род: Вонючие барсуки
      - Зондский вонючий барсук, Mydaus javanensis LR/lc

#### Отряд:Непарнокопытные(непарнокопытные)
- Семейство: Носороговые
  - Род: Суматранские носороги

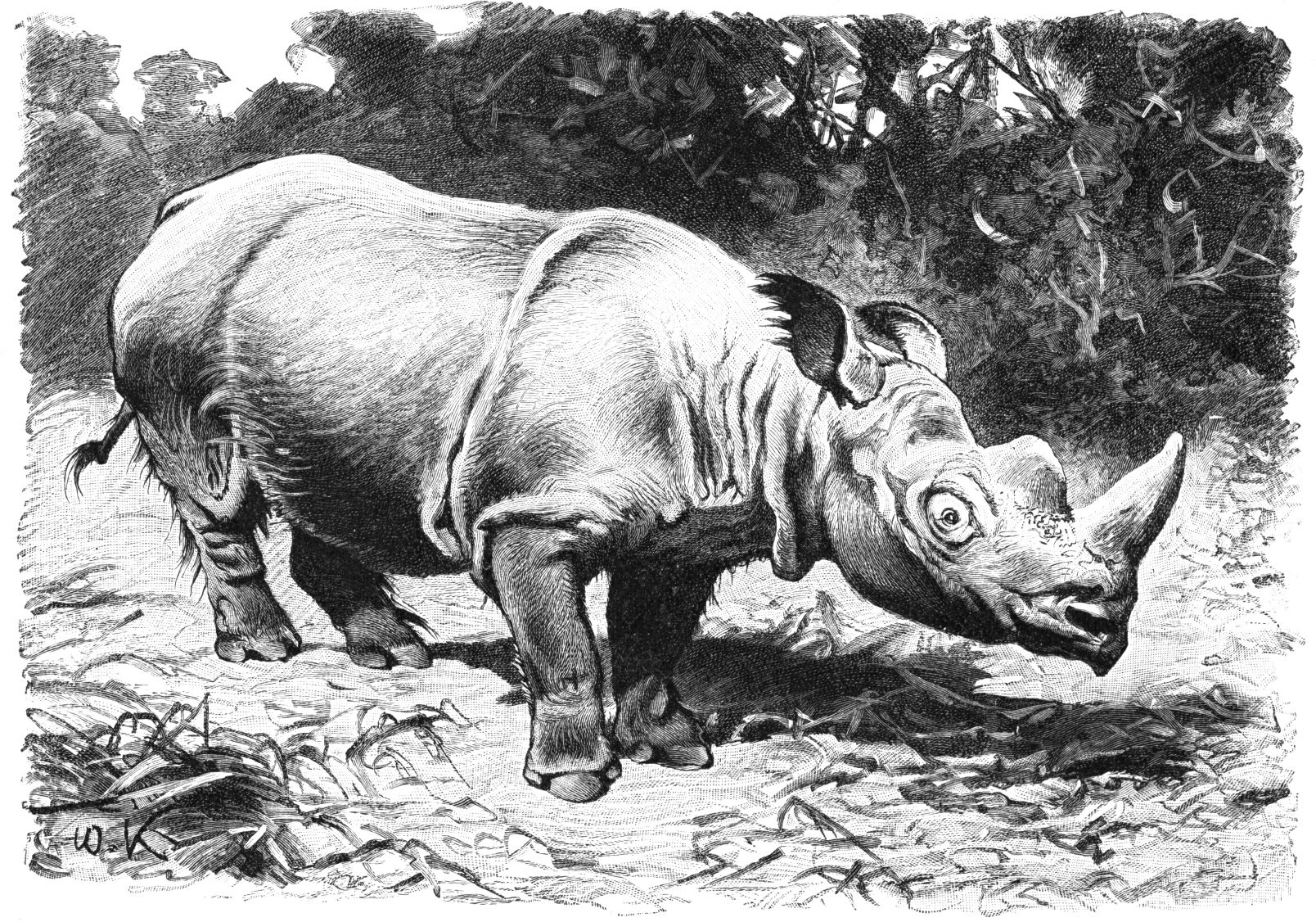
Суматранский носорог

    - Суматранский носорог, Dicerorhinus sumatrensis harrissoni CR

#### Отряд:Парнокопытные(парнокопытные)
- Семейство: Свиньи (свиньи)
  - Подсемейство: Suinae
    - Род: Кабаны

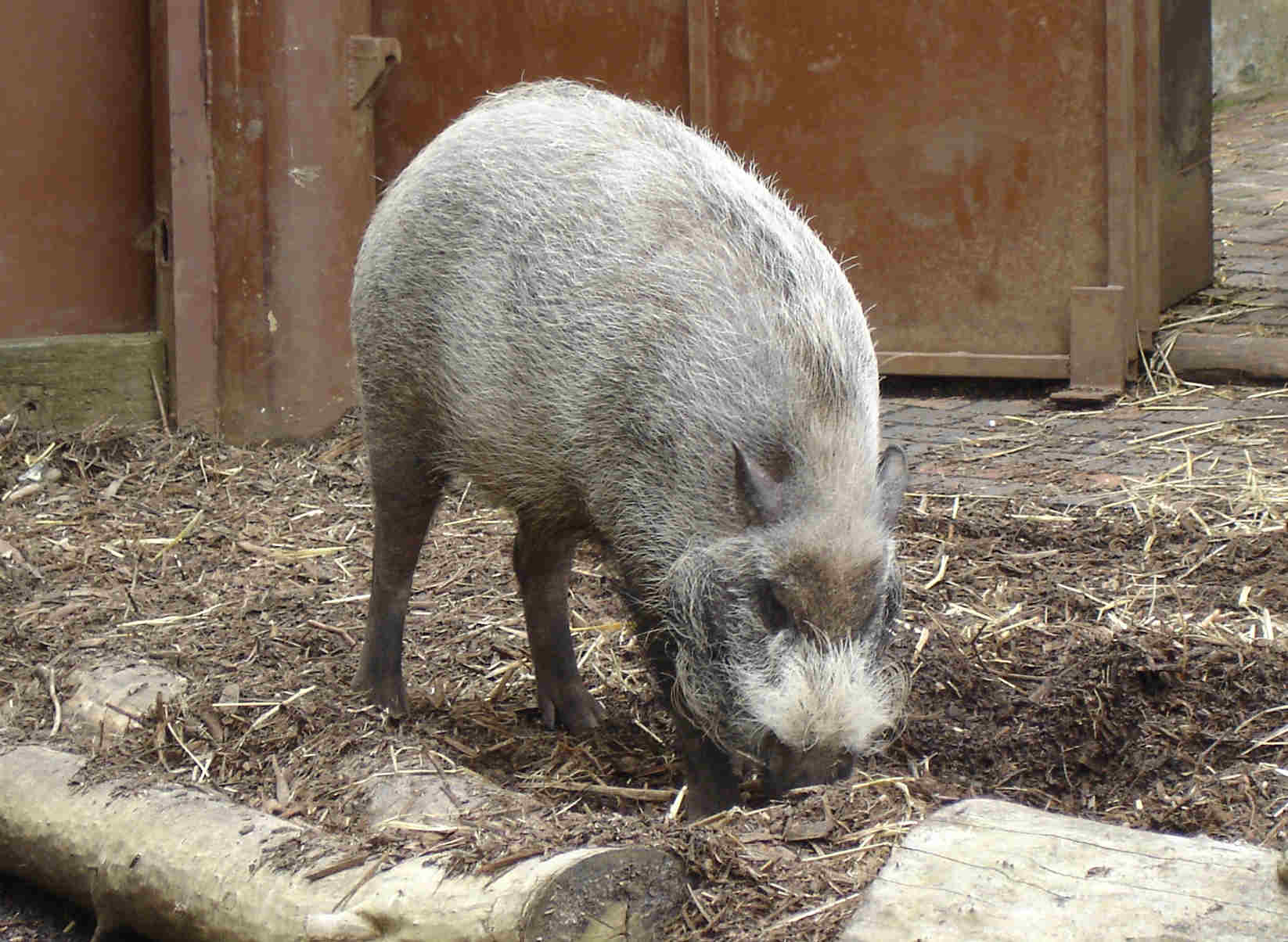
Бородатая свинья

      - Бородатая свинья, Sus barbatus LR/lc
- Семейство: Оленьковые
  - Род: Азиатские оленьки
    - Малый оленёк, Tragulus javanicus LR/lc
    - Большой оленёк, Tragulus napu LR/lc
- Семейство: Полорогие (крупный рогатый скот, антилопы, овцы, козы)
  - Подсемейство: Бычьи
    - Род: Настоящие быки
      - Бантенг, Bos javanicus EN